# Wolfgang Weitnauer
Wolfgang Weitnauer (* 29. Juni 1954) ist ein deutscher Jurist, Rechtsanwalt und Gründungspartner der zunächst unter seinem Namen in 1995 gegründeten, seit 1. Januar 2025 als WIPIT Partnerschaft mbB firmierenden und unter der Brand „Venture & Tech“ auftretenden Kanzlei. Er gilt als einer der führenden Experten im Bereich Venture Capital in Deutschland.

## Leben
Wolfgang Weitnauer studierte Rechtswissenschaft in Heidelberg, Lausanne und Freiburg. Nach dem 1. Staatsexamen wurde er Assistent bei Dean Peter Hay an der University of Illinois in Urbana Champaign und erwarb dort den Master of Comparative Law (M.C.L.). In Freiburg verbrachte er die Referendarzeit und wurde Assistent bei Hans Stoll. 1980 promovierte er „summa cum laude“ mit einer Arbeit zum internationalen Vertragsrecht. 
Er entschied sich gegen eine akademische Laufbahn und für eine anwaltliche Tätigkeit, zunächst bei von Boetticher, Bernet & Partner in München. Dort wurde er 1984 Partner. 1990 gründete er zusammen mit Christian Bernet eine eigene Kanzlei, die auch nach der Wende in Leipzig und Dresden Standorte aufbaute. 1995 machte er sich dann unter eigenem Namen selbständig und begann mit dem Aufbau einer Kanzlei, die sich die Beratung junger Technologieunternehmen und ihrer Investoren zum Ziel setzte. Dabei ging es nicht nur um ihre Finanzierung, sondern auch um die Beratung von Start-ups im Tagesgeschäft. 
Seine Erfahrungen aus der anwaltlichen Beratungstätigkeit begann er früh in einer Vielzahl von Veröffentlichungen zu verarbeiten, so als erstes im „Handbuch Venture Capital“, das bei seinem Erscheinen im Jahr 2000 auf die FAZ-Bestsellerliste gesetzt wurde und das inzwischen in 7. Auflage erschienen ist. Er ist seit ihrem Erscheinen in 2009 Geschäftsführender Herausgeber der Beck-Zeitschrift „Gesellschafts- und Wirtschaftsrecht“ (GWR). Der Praxis sucht er durch die Veröffentlichung von Musterverträgen zu helfen, so insb. mit dem Vertragswerk Finanzierungsrunde, das kommentiert und zweisprachig deutsch/englisch beim vom Business Angels Deutschland e.V. und vom Start-up Verband Deutschland initiierten German Standard Setting Institute (GESSI) als „open source“ für jedermann abrufbar ist.

## Mitgliedschaften und ehrenamtliche Tätigkeiten
- Tönissteiner Kreis e.V. (Obmann Bayern)
- Bundesverband Beteiligungskapital BVK (Mitglied im Rechtsbeirat)
- Business Angels Deutschland e.V. (BAND)

## Auszeichnungen
- Distinguished Graduate der University of Illinois College of Law 1997-1998
- Wiederholt ausgezeichnet als “Best Lawyer“ vom Handelsblatt, 2025 als „Best Lawyer of the Year“

## Veröffentlichungen (Auswahl)
- Handbuch Venture Capital: Von der Innovation zum Börsengang. 7. Auflage, Verlag C. H. Beck, München 2022, ISBN 978-3-406-76860-6.
- KAGB: Kommentar zum Kapitalanlagegesetzbuch (herausgegeben mit Lutz Boxberger und Dietmar Anders). 3. Auflage, Verlag C. H. Beck, München 2019, ISBN 978-3-406-74217-0.
- International Venture Capital Terms, A Handbook, 2022, Verlag C.H. Beck, ISBN 978 3 406 75167 7 (erschienen auch bei HART und NOMOS)
- Beck'sches Formularbuch IT-Recht (herausgegeben mit Tilman Mueller-Stöfen). 6. Auflage, Verlag C. H. Beck, München, 2025, ISBN 978-3-40680274-4.
- Management Buy-Out: Handbuch für Recht und Praxis. 3. Auflage, Verlag C. H. Beck, München 2025, ISBN 978-3-40681721-2.
- Life Sciences Agreements in Germany (herausgegeben mit Henning Mennenöh). Verlag C. H. Beck, München 2014, ISBN 978-3-406-65320-9.

## Aufsätze und Beiträge
- Die deutsche Start-up-Szene nach Corona – eine Lagebetrachtung aus rechtlicher Sicht, GWR 2020, 127 ff
- Weitnauer/Moosbauer: Compliancevorgaben für Kapitalverwaltungs- und Beteiligungsgesellschaften: Transparenz-, Außenwirtschafts- und Geldwäschegesetz, GWR 2021, 325 ff., 343 ff.
- Mitarbeiterbeteiligung: „Echt“ oder virtuell?, GWR 2022, 39 ff.
- Manager- und Mitarbeiterbeteiligungsmodelle: Strukturen und Ausgestaltung, GWR 2023, 111, 129 ff.
- Genussrechte: Ein „Königsweg“ für die Mitarbeiterbeteiligung? GWR 2023, 271 ff.
- Genehmigtes Kapital: Der Schlüssel für die Vereinfachung von Investmentprozessen, GWR 2024, 1 ff.
- Das Beurkundungserfordernis für Geschäftsanteilsübertragungen im Zeitalter der Digitalisierung, GWR 2024, 69 ff.
- Maßnahmen zur Stärkung der Deutschen Startup-Szene: Ein Diskussionsbeitrag, GWR 2024, 209 ff.
- Der Vollständigkeitsgrundsatz oder die Erstreckung der notariellen Form, Festschrift für Heribert Heckschen 2024, 749 ff.
- Eckpunkte und Strukturierung einer Finanzierungsrunde in Günther/Kirchhof, Business Angels Handbuch 2024, 248 ff.
- Mitarbeiterbeteiligung über Genussrechte mit Verbriefungsmöglichkeit, ebda. S. 370 ff.
- Strukturierung von Finanzierungsrunden einer GmbH: Ausgetretene Wege, Kostenfallen und Optimierungsmöglichkeiten, GWR 2025, 19 ff.
- Der Grundsatz der Verhältnismäßigkeit im Rahmen der gesellschaftsrechtlichen Treuebindung, GWR 2025, 91 ff.
- Ein neuer Königsweg für die Mitarbeiterbeteiligung, Venture Capital Magazin
- Mitarbeiterbeteiligung im Wandel, GoingPublic
- EK-ähnliche Genussrechte neuer "Goldstandard", GoingPublic